# Нововасилівське (Пологівський район)

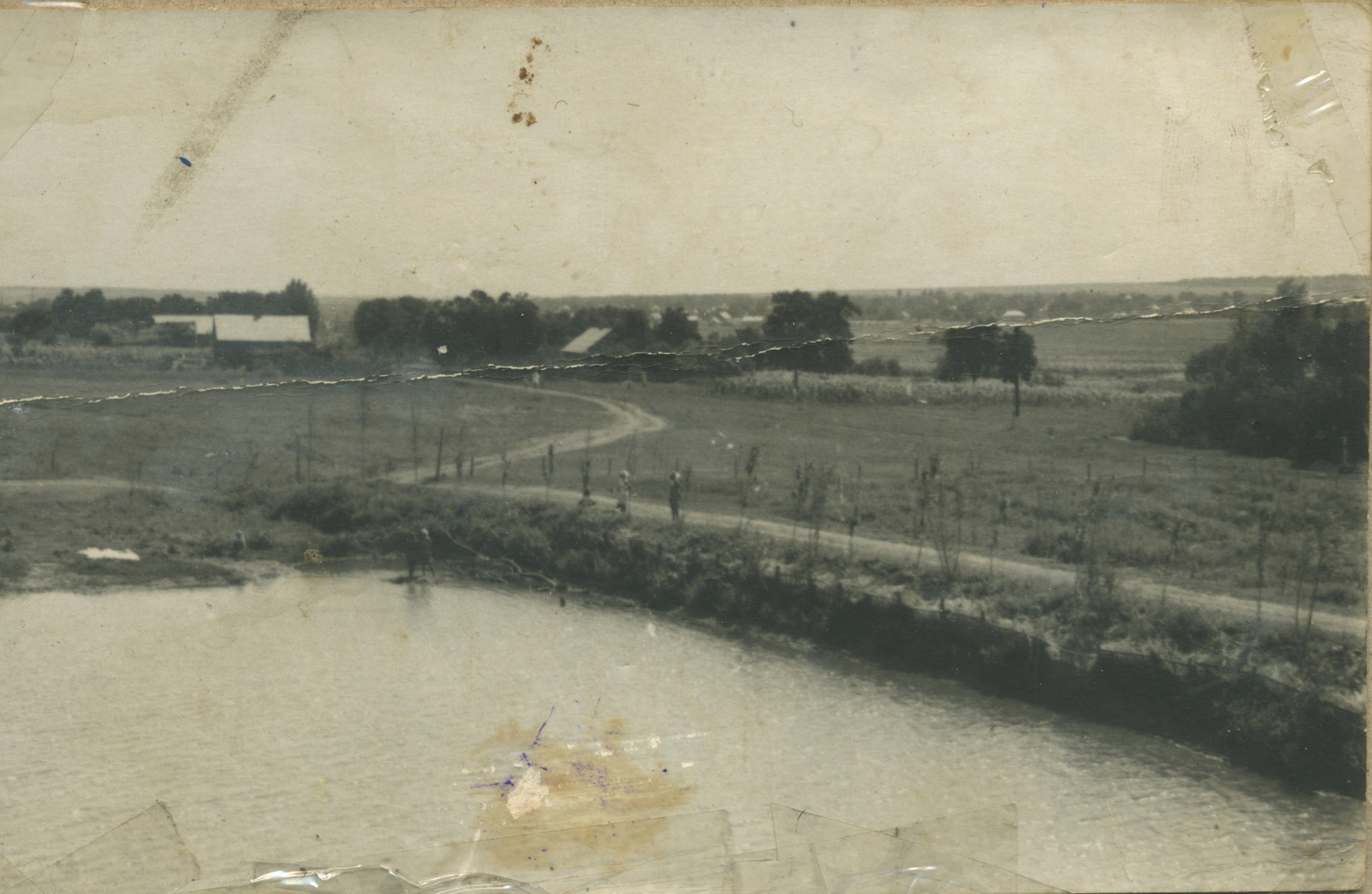
село Нововасилівка (Данилівка)

Нововаси́лівське — село в Україні, у Гуляйпільській міській громаді Пологівського району Запорізької області. Населення становить 73 осіб. До 2017 орган місцевого самоврядування — Новомиколаївська сільська рада.

## Географія
Село Нововасилівське знаходиться на правому березі річки Янчур, нижче за течією на відстані 3,5 км розташоване село Охотниче, вище за течією на відстані 1,5 км розташоване село Павлівка, на протилежному березі - села Успенівка і Новомиколаївка.

## Історія
- Село Нововасилівка засноване на правому березі річки Янчур, (навпроти с. Успенівки) у 1790-і рр. як поміщицьке село Василівка, власності колишнього козака, поручика Василя Максимовича. Назва за ім'ям засновника. Інша назва що фіксується в кінці XVIII - поч. XIX - Федорівка. В першій пол. XIX ст. село було розділене на дві частини між спадкоємцями Василя Максимовича: с. Ново-Василівку і с. Василівку (або ж Данилівку).  Нововасилівка у 1850 р. була власністю поручика Якова Васильовича Максимовича (1776-1852), сина Василя Максимовича. У населеному пункті проживало 24 жителя.  Василівка - була власністю капітана Данила Васильовича Максимовича (1811-1886). Село займало південну частину сучасного села Нововасилівськи. Називалось також Данилівкою, за ім'ям власника.  Обидві частини вважались окремими населеними пунктами до поч. XX ст.  У 1913 р. вони знову вказані як єдине с. Нововасилівка.
- 12 червня 2020 року, відповідно до розпорядження Кабінету Міністрів України № 713-р «Про визначення адміністративних центрів та затвердження територій територіальних громад Запорізької області», увійшло до складу Гуляйпільської міської громади[1].
- 19 липня 2020 року, у результаті адміністративно-територіальної реформи та ліквідації Гуляйпільського району, село увійшло до складу Пологівського району[2].
- На 2024 рік у селі залишалось декілька житлових будинків.

## Населення
Згідно з переписом УРСР 1989 року чисельність наявного населення села становила 86 осіб, з яких 39 чоловіків та 47 жінок.
За переписом населення України 2001 року в селі мешкали 73 особи.

### Мова
Розподіл населення за рідною мовою за даними перепису 2001 року:
| Мова       | Відсоток |
| ---------- | -------- |
| українська | 89,04 %  |
| російська  | 6,85 %   |
| білоруська | 1,37 %   |
| інші       | 2,74 %   |